# Vlhovití
Vlhovití (Meropidae) je čeleď malých až středně velkých ptáků náležící do řádu srostloprstých (Coraciiformes). Obsahuje 25 druhů ve třech rodech. Obývají starý svět. Žijí v otevřené krajině s výjimkou africké vlhy safírové, která žije v deštném lese.

## Potrava
Živí se většinou blanokřídlým hmyzem, loví jej za letu. Často loví hromadně. Úlovek zabijí úderem o větev a poté tlakem zobáku vyprázdní jedový váček žihadla. Vyvrhují vývržky.

## Rozmnožování
Hnízdí v norách, většinou v koloniích. Některé malé a lesní druhy hnízdí solitérně. Inkubace trvá zhruba 20 dní, mláďata se líhnou holá a slepá. Na krmení se podílí oba rodiče.

## Seznam druhů
- rod Nyctyornis
  - vlha červenobradá (Nyctyornis amictus)
  - vlha modrobradá (Nyctyornis athertoni)
- rod Meropogon
  - vlha celebeská (Meropogon forsteni)
- rod Merops
  - vlha černohlavá (Merops breweri)
  - vlha safírová (Merops muelleri)
  - vlha sametová (Merops gularis)
  - vlha vlaštovčí (Merops hirundineus)
  - vlha malá (Merops pusillus)
  - vlha modroprsá (Merops variegatus)
  - vlha skořicovoprsá (Merops oreobates)
  - vlha zelenočelá (Merops bulocki)
  - vlha běločelá (Merops bullockoides)
  - vlha somálská (Merops revoilii)
  - vlha bělohrdlá (Merops albicollis)
  - vlha Boehmova (Merops boehmi)
  - vlha proměnlivá (Merops orientalis)
  - vlha modrolící (Merops persicus)
  - vlha zelená (Merops superciliosus)
  - vlha modroocasá (Merops philippinus)
  - vlha ozdobná (Merops ornatus)
  - vlha malajská (Merops viridis)
  - vlha hnědohlavá (Merops leschenaulti)
  - vlha pestrá (Merops apiaster)
  - vlha rudobřichá (Merops malimbicus)
  - vlha núbijská (Merops nubicus)